# Virelai

Schéma structurel du Virelai, une forme de chanson française médiévale

Le virelai est un poème à forme fixe, avec un nombre variable de strophes à deux rimes. L'un de ses vers sert de refrain et réapparaît à la fin de chaque strophe ou parfois selon une ordonnance plus complexe. Les mètres d'un virelai peuvent être identiques ou variés. 

## Histoire
Le mot virelai vient de lai et de virer dans le sens de tourner, ce qui évoque à la fois la danse et le refrain, ce dernier pouvant être repris en chœur. Les premiers virelais datent de la fin du XIIIe siècle et le genre fut surtout populaire au XIVe et au XVe siècle. Parmi les auteurs de virelais, l'un des plus importants est Guillaume de Machaut, qui en écrivit 39 sous le nom de chansons balladées.
Quand je suis mis au retour de veoir* ma Dame,
Il n'est peine ni douleur que j'aie, par m'âme** ;
Dieu ! c'est droit que je l'aime, sans blâme, de loyal amour !
Sa beauté, sa grand douçeur, d'amoureuse flamme,
Par souvenir, nuit et jour, m'éprend et enflamme ;
Dieu ! c'est droit que je l'aime, sans blâme, de loyal amour !
Et quand sa haute valeur mon fin cœur entame,
Servir la veuil sans foleur***, penser ni diffame ;
Dieu ! c'est droit que je l'aime, sans blâme, de loyal amour !
*veoir : voir (la diérèse impose de maintenir la prononciation de l'ancien français)
**m'âme : mon âme
***foleur : folie
L'un des poèmes les plus connus de Christine de Pisan est un virelai :
Je chante par couverture,
Mais mieux pleurassent mes œils,
Ni nul ne sait le travail
Que mon pauvre cœur endure.
Pour ce muce ma douleur,
Qu’en nul je ne vois pitié.
Plus a l’on cause de pleur,
Moins trouve l’on d’amitié.
Pour ce plainte ni murmure
Ne fais de mon piteux deuil.
Ainçois ris quand pleurer veuil,
Et sans rime et sans mesure
Je chante par couverture.
Petit porte de valeur
De soi montrer déhaitié,
Ne le tiennent qu’à foleur
Ceux qui ont le cœur haitié.
Si n’ai de démontrer cure
L’intention de mon veuil,
Ains, tout ainsi comm’ je seuil,
Pour celer ma peine obscure,
Je chante par couverture.